# DN2R
DN2R este un drum național de 11km între Jitia și Vintileasca, în județul Vrancea.